# Diema Xiang
Diema Xiang (kinesiska: 垤玛, 垤玛乡) är en socken i Kina. Den ligger i provinsen Yunnan, i den sydvästra delen av landet, omkring 210 kilometer söder om provinshuvudstaden Kunming. Antalet invånare är 14 937. Befolkningen består av 7 141 kvinnor och 7 796 män. Barn under 15 år utgör 31 %, vuxna 15-64 år 63 %, och äldre över 65 år 4,0 %.
Genomsnittlig årsnederbörd är 1 348 millimeter. Den regnigaste månaden är juli, med i genomsnitt 291 mm nederbörd, och den torraste är februari, med 17 mm nederbörd.